# سفارد
سفارد (به انگلیسی Sepharad, or Sefarad, or Sfard) نام مکانی است در انجیل که به‌درستی مکان آن شناخته نیست. تنها یک بار در انجیل، در کتاب عوبدیا، عوبدیا ۱:۲۰ از آن یاد شده است. با این حال کتیبه‌های پارسی کهن وجود دارد که دو جا به ساپارده: saparda، خوانش (قرائتی دیگر از سپارده: Sparda) اشاره دارد؛ یکی منطقه‌ای در ماد و دیگری در آسیای صغیر. حدس زده‌اند که سفارد می‌تواند سارد: Sardis بوده باشد که نام بومی لیدیائی آن Sfard است.
از دوره رم باستان ، پس از بشیطتای قرن دوم میلادی یهودیان اسپانیا نام سفارد را به شبه جزیره ایبری دادند. اعقاب یهودیان ایبری خود را یهودیان سفاردی نامیدند که جمع عبری آن سفاردیم است و در عبری امروزی اسپانیا را سفارد می‌گویند.